# Carlo Carabba
Carlo Carabba (Roma, 24 novembre 1980) è un poeta e scrittore italiano.

## Biografia
Nato a Roma nel 1980, è attualmente responsabile editoriale della narrativa italiana e della saggistica italiana e straniera di HarperCollins e consulente editoriale per Netflix, dopo aver ricoperto l'incarico di responsabile della narrativa italiana per Arnoldo Mondadori Editore.
Laureato in Storia della Filosofia Moderna sotto la guida di Marta Fattori, nel 2006 ha vinto una borsa di studio per il dottorato in "Storia della Filosofia e delle Idee" dell'Università degli Studi di Roma "La Sapienza". Un'elaborazione della sua tesi di laurea è stata pubblicata nel 2011 da Leo S. Olschki, con il titolo La prima traduzione francese del Novum Organum. Appassionato di sport, ha praticato a lungo il pugilato e scritto sul wrestling su Il Riformista e sul Corriere della Sera. Ha collaborato stabilmente con varie testate giornalistiche, tra cui, oltre al già citato Il Riformista, con il settimanale Il Venerdì di Repubblica. E stato inoltre caporedattore del trimestrale Nuovi Argomenti.
Ha esordito nel 2008 con la raccolta poetica Gli anni della pioggia (Premio Mondello per l'Opera Prima), alla quale hanno fatto seguito Canti dell'abbandono (Premio Giosuè Carducci e Premio Palmi 2011) e La prima parte (2021, finalista al Premio Viareggio).
Fratello minore dello scrittore Enzo Fileno Carabba, ha esordito nella prosa il 1º marzo 2018 con il memoir Come un giovane uomo, che ha avuto una notevole accoglienza critica ed è stato inserito nella rosa dei dodici finalisti al Premio Strega.
Suo nonno, anch'egli Enzo Fileno, è autore di importanti testi di diritto penale. Suo zio Manin Carabba (1937 - 2022) è stato magistrato della Corte dei Conti ed è autore di numerosi saggi sull'economia. Suo padre, Claudio Carabba (1943-2020), è stato un noto giornalista e critico cinematografico per il Corriere della Sera.

## Opere

### Poesia
- Gli anni della pioggia, Ancona, peQuod, 2008 ISBN 978-88-6068-052-5.
- Canti dell'abbandono, Milano, Mondadori, 2011 ISBN 978-88-04-61086-1.
- La prima parte, Venezia, Marsilio, 2021 ISBN 978-88-297-1191-8.

### Romanzi
- Come un giovane uomo, Venezia, Marsilio, 2018 ISBN 978-88-317-2899-7.

### Antologie
- Ogni maledetta domenica a cura di Alessandro Leogrande, Roma, minimum fax, 2010 ISBN 978-88-7521-244-5.

### Saggi
- La prima traduzione francese del Novum Organum di Francesco Bacone (curatore), Firenze, L. S. Olschki, 2011 ISBN 978-88-222-6044-4.
- Non Ancora Trentenni, Antologia di narratori e poeti nati negli anni Ottanta (curatore), Roma, "Nuovi Argomenti", Mondadori, 2008 ISBN 978-88-04-57969-4.